# (31514) 1999 CL101
1999 CL101 (asteroide 31514) é um asteroide da cintura principal. Possui uma excentricidade de 0.03546840 e uma inclinação de 6.96930º.
Este asteroide foi descoberto no dia 10 de fevereiro de 1999 por LINEAR em Socorro.